# Quan sát viên Đại Hội đồng Liên Hợp Quốc
Ngoài 193 quốc gia thành viên, Đại Hội đồng Liên Hợp Quốc có thể cấp quy chế quan sát viên cho tổ chức quốc tế, thực thể hoặc nhà nước phi thành viên, thực thể được tham gia các công việc của Đại Hội đồng Liên Hợp Quốc, nhưng rất hạn chế. Đại Hội đồng có thể quyết định giới hạn đặc quyền cho các thực thể quan sát viên, chẳng hạn như quyền được phát biểu tại các cuộc họp Đại Hội đồng, bỏ phiếu về các vấn đề theo thủ tục, đóng vai trò như ký vào giấy tờ chấp thuận, và ký các nghị quyết, nhưng không được đưa ra nghị quyết quyết định và biểu quyết các nghị quyết các vấn đề quan trọng của Đại Hội đồng Liên Hợp Quốc.
Tình trạng Quan sát viên được Đại Hội đồng Liên Hợp Quốc công nhận theo nghị quyết của Đại Hội đồng Liên Hợp Quốc. Tình trạng thường trực sẽ do Đại Hội đồng Liên Hợp Quốc quyết định theo thực tế, không có điều khoản quy định trong Hiến chương Liên Hợp Quốc. Tình trạng được công nhận quan sát viên phi thành viên. Quốc gia phi thành viên được tham gia các tổ chức của Liên Hợp Quốc, có thể đăng ký trạng thái thường trực.

## Quy định thành viên chính thức
Điều 4 Chương II Hiến chương Liên Hợp Quốc quy định tiêu chuẩn là thành viên Liên Hợp Quốc:
Tất cả các quốc gia yêu chuộng hoà bình khác thừa nhận những nghĩa vụ quy định trong Hiến chương này và được Liên Hợp Quốc xét có đủ khả năng và tự nguyện làm tròn những nghĩa vụ ấy, đều có thể trở thành thành viên của Liên Hợp Quốc;
Việc kết nạp bất cứ một quốc gia nào nói trên vào Liên Hợp Quốc sẽ được tiến hành bằng nghị quyết của Đại hội đồng, theo kiến nghị của Hội đồng Bảo an

## Thực thể quan sát viên phi thành viên
Đại Hội đồng Liên Hợp Quốc có thể mời các thực thể không phải thành viên tham gia vào hoạt động của Liên Hợp Quốc mà không có tư cách thành viên chính thức, và đã làm như vậy trong nhiều dịp. Những thực thể tham gia như vậy được mô tả là quan sát viên, một số trong số đó có thể được phân loại là các nhà nước quan sát viên. Hầu hết các quốc gia không phải là thành viên của nhà quan sát đều chấp nhận tình trạng quan sát viên tại thời điểm họ nộp đơn xin gia nhập nhưng không thể đạt được điều này, do (hoặc thực tế) sự phủ quyết của một hoặc nhiều thành viên thường trực của Hội đồng Bảo an Liên Hợp Quốc. Việc cấp tư cách quan sát viên thực hiện bởi Đại Hội đồng và không thuộc diện phủ quyết của Hội đồng Bảo an.
Trong một số trường hợp 1 quốc gia có thể chọn trở thành 1 quan sát viên chứ không phải là thành viên chính thức. Ví dụ, để duy trì tính trung lập của mình trong khi tham gia vào công việc, Thụy Sĩ đã chọn để duy trì quan sát viên không phải là thành viên thường trực từ năm 1948 cho đến khi trở thành thành viên vào năm 2002 mặc dù là nơi đặt trụ sở châu Âu và của một số cơ quan Liên Hợp Quốc. Tòa Thánh đã không muốn gia nhập Liên Hợp Quốc như 1 thành viên vì "Việc tham gia vào tổ chức dường như không phù hợp với các điều khoản của Điều 24 của Hiệp ước Laterano, đặc biệt những vấn đề chính trị, quân sự và kinh tế". Từ ngày 6/4/1964, Tòa Thánh đã chấp nhận tư cách quan sát viên thường trực tại Liên Hợp Quốc, được xem như là 1 giải pháp ngoại giao, cho phép Vatican tham gia vào các hoạt động nhân đạo và duy trì hòa bình của Liên Hợp Quốc.

### Quan sát viên thường trực
Hiện nay có 2 quốc gia quan sát viên thường trực phi thành viên ở Liên Hợp Quốc là Tòa Thánh và Palestine. Tòa Thánh đã trở thành quan sát viên không phải thành viên vào năm 1964 và Palestine đã được chỉ định vào năm 2012, sau khi nộp đơn xin gia nhập thành viên vào năm 2011  mà không được sự chấp thuận của Hội đồng Bảo an. Cả hai đều được mô tả là "Các quốc gia phi thành viên đã nhận được lời mời thường trực tham gia với tư cách là quan sát viên trong các phiên họp và công việc của Đại Hội đồng và duy trì các quan sát viên thường trực tại trụ sở chính".
Sự thay đổi tình trạng quan sát viên Palestine năm 2012 từ "thực thể quan sát phi thành viên" thành "nhà nước quan sát viên phi thành viên" được coi là "nâng cấp" vị thế của họ. Nhiều người gọi đây là sự thay đổi "tượng trưng", nhưng nó được coi là đòn bẩy mới cho người Palestine khi họ làm việc với Israel. Kết quả là, trong sự thay đổi tình trạng, Ban Thư ký Liên Hợp Quốc thừa nhận quyền Palestine trở thành một bên của các hiệp ước mà Tổng Thư ký Liên Hợp Quốc là người lưu chiểu.
Các ghế ngồi tại Đại Hội đồng được sắp xếp với các quốc gia quan sát viên phi thành viên ngồi ngay sau các quốc gia thành viên của Liên Hợp Quốc và trước các quan sát viên khác. Vào ngày 10/9/2015, Đại Hội đồng đã quyết định phê chuẩn việc nâng cao cờ của các quốc gia quan sát viên phi thành viên của Liên Hợp Quốc cùng với 193 nước thành viên của Liên Hợp Quốc.
| Nhà nước phi thành viên | Thời gian trạng thái quan sát được cấp | Thời gian bổ sung và chi tiết |
| ----------------------- | --- | --- |
| Tòa Thánh               | - 6/4/1964: Cấp tư cách nhà nước quan sát viên thường trực. - 1/7/2004: đã có được tất cả các quyền của tư cách thành viên đầy đủ trừ quyền bỏ phiếu, đệ trình đề xuất giải quyết mà không có nghị quyết và đưa ra các ứng viên (A/RES/58/314) | Thực thể có chủ quyền với vị thế nhà nước trên lãnh thổ Thành Quốc Vatican. |
| Nhà nước Palestine      | - 22/11/1974: tình trạng quan sát viên phi nhà nước cho Tổ chức Giải phóng Palestine (PLO) (A/RES/3237 (XXIX)) - 9/12/1988: quyền lưu thông tin liên lạc mà không cần trung gian (A/RES/43/160) - 15/12/1988: Chỉ định "Palestine" (A/RES/43/177) - 7/7/1998: quyền tham gia tranh luận chung và các quyền bổ sung (A/RES/52/250) - 29/11/2012: Trạng thái nhà nước quan sát phi thành viên (A/RES/67/19) | - 28/10/1974: Hội nghị thượng đỉnh lần thứ 7 các quốc gia Ả Rập họp tại Rabat chỉ định PLO được công nhận là "đại diện độc lập duy nhất của người dân Palestine." (và sau đó có quan hệ với hơn 100 quốc gia và Israel). - 22/11/1974: PLO công nhận có thẩm quyền về mọi vấn đề liên quan đến các vấn đề của Palestine do Đại Hội đồng Liên Hợp Quốc, đại diện cho người Palestine ở Palestine độc lập dân tộc và chủ quyền. - 15/11/1988: PLO đơn phương tuyên bố thành lập Nhà nước Palestine. - 4/5/1994: PLO thiết lập Chính quyền Dân tộc Palestine quản lý lãnh thổ Palestine theo Hiệp định hòa bình Oslo do chính PLO, Israel, Hoa Kỳ và Nga ký kết. - 7/7/1998: PLO được chỉ định ngồi tại Đại Hội đồng Liên Hợp Quốc ngay sau nhà nước phi thành viên và trước các quan sát viên khác. - 23/9/2011: Nhà nước Palestine xin cấp trạng thái thành viên của Liên Hợp Quốc. - 17/12/2012: Trợ lý Đặc biệt của Tổng Thư ký Yeocheol Yoon quyết định chỉ định Nhà nước Palestine sẽ được Ban Thư ký sử dụng trong tất cả các tài liệu chính thức của Liên Hợp Quốc. |

Ghi chú
- Quần đảo Cook và Niue, cả 2 có liên kết tự do với New Zealand, là thành viên của nhiều cơ quan chuyên môn của Liên Hợp Quốc, và đã có "năng lực hiệp ước đầy đủ" được công nhận bởi Ban Thư ký Liên Hợp Quốc vào năm 1992 và 1994 tương ứng. Quần đảo Cook đã bày tỏ mong muốn trở thành 1 quốc gia thành viên của Liên Hợp Quốc, nhưng New Zealand tuyên bố rằng họ sẽ không ủng hộ bất cứ hành động đơn phương thay đổi hiến pháp, đặc biệt là quyền của Quần đảo Cook thuộc quốc tịch New Zealand.
- Đài Loan (Trung Hoa Dân Quốc) là nhà nước sáng lập Liên Hợp Quốc đại diện cho Trung Quốc trong giai đoạn nội chiến. Tuy nhiên từ 1971, Cộng hòa Nhân dân Trung Hoa là nhà nước quản lý vị trí này. Từ đó Đài Loan đã tìm cách tiếp tục tham gia vào các hoạt động của Liên Hợp Quốc như tham gia các cơ quan chuyên môn của Liên Hợp Quốc nhưng đều bị ngăn chặn bởi Cộng hòa Nhân dân Trung Hoa.

### Danh sách các quốc gia quan sát viên trước đây
| Quốc gia                             | Quan sát viên | Thành viên chính thức | Thời gian           |
| ------------------------------------ | ------------- | --------------------- | ------------------- |
| Thụy Sĩ                              | 1946          | 2002                  | 56 năm              |
| Hàn Quốc                             | 1949          | 1991                  | 42 năm              |
| Áo                                   | 1952          | 1955                  | 3 năm               |
| Cộng hòa Liên bang Đức               | 1952          | 1973                  | 21 năm              |
| Italy                                | 1952          | 1955                  | 3 năm               |
| Nhật Bản                             | 1952          | 1956                  | 4 năm               |
| Phần Lan                             | 1952          | 1955                  | 3 năm               |
| Quốc gia Việt Nam/Việt Nam Cộng hòa  | 1952          | —                     | — (quan sát 23 năm) |
| Tây Ban Nha                          | 1955          | 1955                  | 0 năm               |
| Monaco                               | 1956          | 1993                  | 37 năm              |
| Kuwait                               | 1962          | 1963                  | 1 năm               |
| Cộng hòa Dân chủ Đức                 | 1972          | 1973                  | 1 năm               |
| Bangladesh                           | 1973          | 1974                  | 1 năm               |
| Cộng hòa Dân chủ Nhân dân Triều Tiên | 1973          | 1991                  | 18 năm              |
| Việt Nam Dân chủ Cộng hòa            | 1975          | —                     | — (quan sát 1 năm)  |
| Việt Nam                             | 1976          | 1977                  | 1 năm               |

Chú thích
1. 1 2  Đến 30/4/1975 Việt Nam Cộng hòa thất bại và sụp đổ trong Chiến tranh Việt Nam và Chính phủ lâm thời Miền Nam Việt Nam thống nhất với Việt Nam Dân chủ Cộng hòa thành lập nước Việt Nam, được cấp quy chế quan sát năm 1976. Nghị quyết Đại hội đồng quyết định cho phiên họp thứ 30 và 31 không ghi lại quyết định cho phép quan sát viên, nhưng Nghị quyết 31/21 ngày 26 tháng 11 năm 1976 đề cập đến "Nhà nước quan sát viên thường trực nước Cộng hòa Xã hội Chủ nghĩa Việt Nam tại Liên Hợp Quốc". Việt Nam đã trở thành thành viên của Liên Hợp Quốc vào ngày 20 tháng 9 năm 1977.[26]

## Các thực thể và tổ chức Quốc tế
Nhiều tổ chức liên chính phủ và một số đơn vị khác (các tổ chức phi chính phủ và các tổ chức khác có mức độ quốc gia hoặc chủ quyền khác nhau) được chấp thuận trở thành các quan sát viên tại Đại Hội đồng. Một số trong số đó duy trì văn phòng thường trực tại trụ sở chính của Liên Hợp Quốc tại New York, trong khi một số khác thì không; Tuy nhiên, đây là sự lựa chọn của tổ chức và không ngụ ý sự khác biệt về tình trạng đó. 

### Các tổ chức khu vực được các quốc gia thành viên cho phép thay mặt
Trong nghị quyết được thông qua vào tháng 5/2011, cho phép Đại Hội đồng thêm các quyền đối với Liên minh châu Âu, các thoả thuận tương tự có thể được thông qua cho bất kỳ tổ chức khu vực nào khác được phép thay mặt cho các quốc gia thành viên của mình.
| Tổ chức hoặc thực thể  | Ngày cấp quy chế                                                                          |
| ---------------------- | ----------------------------------------------------------------------------------------- |
| Liên minh châu Âu (EU) | 11/10/1974 (A/RES/3208 (XXIX)): quan sát viên 10/5/2011 (A/RES/65/276): bổ sung quyền hạn |

### Cáctổ chức liên chính phủ
| Tổ chức | Ngày cấp quy chế |
| --- | --- |
| Tổ chức các quốc gia châu Mỹ (OAS)                                                                               | 16/10/1948 (A/RES/253 (III))                                                                                                 |
| Liên đoàn Ả Rập                                                                                                  | 1/11/1950 (A/RES/477 (V) Lưu trữ ngày 27 tháng 5 năm 2014 tại Wayback Machine)                                               |
| Liên minh châu Phi (AU) (trước đây Tổ chức châu Phi Thống nhất)                                                  | 11/10/1965 (A/RES/2011(XX) Lưu trữ ngày 21 tháng 9 năm 2012 tại Wayback Machine) 15/8/2002 (Đại Hội đồng ban hành 56/475)    |
| Tổ chức Hợp tác Hồi giáo (OIC)                                                                                   | 10/10/1975 (A/RES/3369 (XXX))                                                                                                |
| Ban thư ký Khối thịnh vượng chung                                                                                | 18/10/1976 (A/RES/31/3) |
| Cộng đồng Pháp ngữ (OIF)                                                                                         | 10/11/1978 (A/RES/33/18) 18/12/1998 (General Assembly decision 53/453 Lưu trữ ngày 13 tháng 10 năm 2008 tại Wayback Machine) |
| Tổ chức Tư vấn Pháp luật Á-Phi (AALCO) (trước đây Ủy ban Tư vấn Pháp luật Châu Á-Phi)                            | 13/10/1980 ( A/RES/35/2) |
| Hệ thống kinh tế Mỹ Latinh (SELA)                                                                                | 13/10/1980 (A/RES/35/3) |
| Các nước Châu Phi, Ca-ri-bê, và Thái bình dương (ACP)                                                            | 15/10/1981 (A/RES/36/4) |
| Ngân hàng Phát triển châu Phi (AfDB)                                                                             | 28/10/1987 (A/RES/42/10) |
| Cơ quan cấm vũ khí hạt nhân ở Châu Mỹ Latinh và Caribê                                                           | 17/10/1988 (A/RES/43/6) |
| Ủy hội châu Âu (CoE)                                                                                             | 17/10/1989 (A/RES/44/6) |
| Cộng đồng Caribe (CARICOM)                                                                                       | 17/10/1991 (A/RES/46/8) |
| Tổ chức Di cư Quốc tế (IOM)                                                                                      | 16/10/1992 (A/RES/47/4) |
| Tổ chức Hợp tác Kinh tế (ECO)                                                                                    | 13/10/1993 (A/RES/48/2) |
| Tòa án Trọng tài thường trực (PCA)                                                                               | 13/10/1993 (A/RES/48/3) |
| Nghị viện Mỹ Latin (Parlatino)                                                                                   | 13/10/1993 (A/RES/48/4) |
| Tổ chức An ninh và Hợp tác châu Âu (OSCE)                                                                        | 13/10/1993 (A/RES/48/5) |
| Cộng đồng các Quốc gia Độc lập (SNG)                                                                             | 24/3/1994 (A/RES/48/237) |
| Diễn đàn Quần đảo Thái Bình Dương (PIF)                                                                          | 17/10/1994 (A/RES/49/1) |
| Hệ thống Hội nhập Trung Mỹ (SICA)                                                                                | 19/10/1995 (A/RES/50/2) |
| Tổ chức Cảnh sát Hình sự Quốc tế (Interpol)                                                                      | 15/10/1996 (A/RES/51/1) |
| Cục quản lý đáy biển Quốc tế (ISA)                                                                               | 24/10/1996 (A/RES/51/6) |
| Tòa án Quốc tế về Luật Biển                                                                                      | 17/12/1996 (A/RES/51/204) |
| Cộng đồng Andes (CAN)                                                                                            | 22/10/1997 (A/RES/52/6) |
| Tổ chức Hợp tác và Phát triển Kinh tế (OECD)                                                                     | 15/10/1998 (A/RES/53/6) |
| Hiệp hội các Quốc gia Caribê (ACS)                                                                               | 15/10/1998 (A/RES/53/17) |
| Tổ chức Hải quan Thế giới (WCO)                                                                                  | 23/3/1999 (A/RES/53/216) |
| Tổ chức Hợp tác Kinh tế Biển Đen (BSEC)                                                                          | 8/10/1999 (A/RES/54/5) |
| Cộng đồng các quốc gia nói tiếng Bồ Đào Nha (CPLP)                                                               | 26/10/1999 (A/RES/54/10) |
| Liên minh Bảo tồn Thiên nhiên Quốc tế (hoặc Tổ chức Bảo tồn Thế giới)                                            | 17/12/1999 (A/RES/54/195) |
| Ngân hàng Phát triển Liên Mỹ (IDB)                                                                               | 12/12/2000 (A/RES/55/160) |
| Cộng đồng Kinh tế Trung Phi (ECCAS)                                                                              | 12/12/2000 (A/RES/55/161) |
| Viện Luật Phát triển Quốc tế (IDLO)                                                                              | 12/12/2001 (A/RES/56/90) |
| Tổ chức Thủy đạc quốc tế (IHO)                                                                                   | 12/12/2001 (A/RES/56/91) |
| Cộng đồng các quốc gia Sahel-Saharan (CEN-SAD)                                                                   | 12/12/2001 (A/RES/56/92) |
| Tổ chức Đối tác Dân số và Phát triển (PPP)                                                                       | 19/11/2002 (A/RES/57/29) |
| Ngân hàng Phát triển châu Á (ADB)                                                                                | 19/11/2002 (A/RES/57/30) |
| Trung tâm Quốc tế về Phát triển Chính sách Di cư (ICMPD)                                                         | 19/11/2002 (A/RES/57/31) |
| Luật Quốc tế Tư nhân Lahay (HCCH)                                                                                | 23/11/2005 (A/RES/60/27) |
| Hội nghị thượng đỉnh Ibero-Mỹ                                                                                    | 23/11/2005 (A/RES/60/28) |
| Viện Quốc tế về Dân chủ và Hỗ trợ Bầu cử (IDEA)                                                                  | 9/12/2003 (A/RES/58/83) |
| Liên minh Kinh tế Á Âu (trước đây là Cộng đồng Kinh tế Á Âu)                                                     | 9/12/2003 (A/RES/58/84) |
| Tổ chức Guam về Dân chủ và Phát triển Kinh tế (Guam)                                                             | 9/12/2003 (A/RES/58/85) |
| Tập tin:Emblem of East African Community.svg Cộng đồng Đông Phi (EAC)                                            | 9/12/2003 (A/RES/58/86) |
| Tổ chức Hợp tác Thượng Hải (SCO)                                                                                 | 2/12/2004 (A/RES/59/48) |
| Cộng đồng Phát triển Nam Phi (SADC)                                                                              | 2/12/2004 (A/RES/59/49) |
| Tổ chức Hiệp ước An ninh Tập thể (CSTO)                                                                          | 2/12/2004 (A/RES/59/50) |
| Cộng đồng Kinh tế Tây Phi (ECOWAS)                                                                               | 2/12/2004 (A/RES/59/51) |
| Tổ chức các quốc gia Đông Caribe (OECS)                                                                          | 2/12/2004 (A/RES/59/52) |
| Hiệp hội Nam Á vì sự Hợp tác Khu vực (SAARC)                                                                     | 2/12/2004 (A/RES/59/53) |
| Tòa án Hình sự Quốc tế (ICC)                                                                                     | 13/9/2004 (A/RES/58/318) |
| Hiệp hội Hội nhập Mỹ Latin (Laia/ALADI)                                                                          | 23/11/2005 (A/RES/60/25) |
| Quỹ chung cho hàng hóa (CFC)                                                                                     | 23/11/2005 (A/RES/60/26) |
| Quỹ OPEC phát triển quốc tế (OFID)                                                                               | 4/12/2006 (A/RES/61/42) |
| Ủy ban Ấn Độ Dương (COI)                                                                                         | 4/12/2006 (A/RES/61/43) |
| Hiệp hội các quốc gia Đông Nam Á (ASEAN)                                                                         | 4/12/2006 (A/RES/61/44) |
| Ngân hàng Phát triển Hồi giáo (IDB)                                                                              | 28/3/2007 (A/RES/61/259) |
| Trung tâm khu vực về vũ khí hạng nhẹ và vũ khí hạng trung ở vùng Hồ Lớn, Sừng Châu Phi và các quốc gia tiếp giáp | 6/12/2007 (A/RES/62/73) |
| Viện Ý-Mỹ Latin                                                                                                  | 6/12/2007 (A/RES/62/74) |
| Hiệp ước về Năng lượng (ECT)                                                                                     | 6/12/2007 (A/RES/62/75) |
| Ngân hàng Phát triển Á-Âu (EDB)                                                                                  | 6/12/2007 (A/RES/62/76) |
| Hội nghị Phối hợp hành động và các biện pháp xây dựng lòng tin ở châu Á (CICA)                                   | 6/12/2007 (A/RES/62/77) |
| Hội đồng Hợp tác Vùng Vịnh (GCC)                                                                                 | 6/12/2007 (A/RES/62/78) |
| Trung tâm Nam | 11/12/2008 (A/RES/63/131) |
| Trường Đại học Hòa bình (UPEACE)                                                                                 | 11/12/2008 (A/RES/63/132) |
| Quỹ Quốc tế Tiết kiệm Biển Aral                                                                                  | 11/12/2008 (A/RES/63/133) |
| Quỹ Toàn cầu phòng chống AIDS, Lao và Sốt rét (Quỹ Toàn cầu)                                                     | 16/12/2009 (A/RES/64/122) |
| Hội nghị Quốc tế về Vùng Hồ lớn của Châu Phi                                                                     | 16/12/2009 (A/RES/64/123) |
| Nghị viện Địa Trung Hải (PAM)                                                                                    | 16/12/2009 (A/RES/64/124) |
| Liên minh các Quốc gia Nam Mỹ                                                                                    | 9/12/2011 (A/RES/66/484) |
| Tổ chức Nghiên cứu Hạt nhân châu Âu (CERN)                                                                       | 14/12/2012 (A/RES/67/102) |
| Viện Tăng trưởng Xanh Toàn cầu (GGGI)                                                                            | 16/8/2013 (A/RES/68/191) |

### Cácthực thểkhác
| Tổ chức hoặc thực thể                               | Ngày được cấp quan sát viên |
| --------------------------------------------------- | --------------------------- |
| Ủy ban Chữ thập đỏ quốc tế                          | 16/10/1990 (A/RES/45/6)     |
| Dòng Chiến sĩ Toàn quyền Malta                      | 24/8/1994 (A/RES/48/265)    |
| Liên đoàn Chữ thập đỏ và Trăng lưỡi liềm đỏ Quốc tế | 19/10/1994 (A/RES/49/2)     |
| Liên minh Nghị viện Thế giới (IPU)                  | 19/11/2002 (A/RES/57/32)    |
| Ủy ban Olympic Quốc tế                              | 20/10/2009 (A/RES/64/3)     |

### Cácthực thểquan sát trước đây
- Tổ chức Nhân dân Tây Nam Phi (SWAPO), 1 phong trào giải phóng Namibia, tổ chức được cấp quyền quan sát viên truyền thông thông tin năm 1976. Trạng thái kết thúc năm 1990 khi Cộng hòa Namibia được thành lập trở thành thành viên Liên Hợp Quốc. SWAPO trở thành đảng chính trị tại Namibia.